# Else Kornerup (forfatter)
 For alternative betydninger, se Else Kornerup. (Se også artikler, som begynder med Else Kornerup)
Else Marie Carlsdatter Kornerup, f. Hansen (12. december 1897 i Laurbjerg – 13. oktober 1973 i Gentofte) var en dansk forfatter.
Else Kornerup skrev en artikel med titlen Grev Edouard Vargas de Bedemar og Fru Dannemand, som blev trykt i Personalhistorisk Tidsskrift, 66. årgang (11. række 6. bind 1.-2. hæfte) og udgav i 1959 bogen Edouard Vargas Bedemar, en mand og eventyrer, som dækker samme emne, der omhandler Vargas ophold i Kongeriget Danmark, et venskab til Christian 8., men tillige beskriver forholdet vedrørende Frederik 6. og Fru Dannemand og derved afdækker hemmeligholdelsen af Fru Dannemands fødsel af en "uægte" søn.
Hun blev gift i 1922 med overarkivar, dr. theol. ordenshistoriegraf Bjørn Kornerup.
Med sin mand boede Else Kornerup i æresgæsteboligen i Bakkehuset, Rahbeks Allé, Frederiksberg. Efter Bjørn Kornerups død i 1957 og indtil sin død i 1973 boede hun i en mindre lejlighed, også i Bakkehuset.